# Tchibo
Tchibo GmbH – niemieckie przedsiębiorstwo oferujące zasadniczo produkty związane ze spożyciem kawy (samą kawę, sprzęt służący do jej przygotowywania itp.), ale także inne produkty powszechnego użytku (elektronikę, odzież, meble, akcesoria domowe itp.). Pod marką Tchibo prowadzone są także kawiarnie i sklepy.
Siedzibą przedsiębiorstwa od chwili jego utworzenia w 1949 roku przez Carla Tchilling-Hiryana i Maxa Herza jest Hamburg. Sieć sklepów i kawiarni Tchibo w samych Niemczech liczy ponad tysiąc punktów. Kawa pod marką Tchibo sprzedawana jest w sklepach w Stanach Zjednoczonych, Czechach, Słowacji, Rumunii, Turcji, Syrii, Izraelu, Jordanii, Rosji, Polsce, Litwie, Łotwie, Estonii, na Węgrzech i Ukrainie.
Wraz z rozwojem internetu i zwiększającą się popularnością zakupów online, Tchibo zdecydowało się na sprzedaż swoich produktów w sklepie internetowym. W Polsce zakupy produktów Tchibo w sklepie internetowym możliwe są od 2008 roku.